# Фінал кубка Англії з футболу 1886
Фінал кубка Англії з футболу 1886 — 15-й фінал найстарішого футбольного кубка у світі. Учасниками фіналу були «Блекберн Роверз» і «Вест-Бромвіч Альбіон». Володарем кубкового трофею став «Блекберн Роверз».
Фінальна гра, яка була проведена 3 квітня 1886 року, завершилася з нічийним рахунком 0:0.
Відповідно до регламенту змагання 10 квітня 1886 року було проведене перегравання, в якому сильнішою виявилася команда із Блекберна, яка здобула перемогу 2:0.

## Шлях до фіналу
| «Блекберн Роверз»      | «Блекберн Роверз» | «Блекберн Роверз» | Раунд           | «Вест-Бромвіч Альбіон»    | «Вест-Бромвіч Альбіон» | «Вест-Бромвіч Альбіон» |
| ---------------------- | ----------------- | ----------------- | --------------- | ------------------------- | ---------------------- | ---------------------- |
| Суперник               | Результат         | Матчі             |                 | Суперник                  | Результат              | Матчі                  |
| «Клітроу»              | 2—0               | 2—0               | Перший раунд    | «Астон Юніті»             | 2—0                    | 2—0                    |
| «Освальдтвістл Роверз» | 1—0               | 1—0               | Другий раунд    | «Венсбері Олд Атлетік»    | 3—2                    | 3—2                    |
| «Дарвен Олд Вондерерс» | 6—1               | 6—1               | Третій раунд    | -                         | -                      | -                      |
| -                      | -                 | -                 | Четвертий раунд | «Вулвергемптон Вондерерз» | 3—1                    | 3—1                    |
| «Стейвелі»             | 7—1               | 7—1               | П'ятий раунд    | «Олд Картузіанс»          | 1—0                    | 1—0                    |
| «Брентвуд»             | 3—1               | 3—1               | Шостий раунд    | «Олд Вестмінстер»         | 6—0                    | 6—0                    |
| «Свіфтс»               | 2—1               | 2—1               | 1/2 фіналу      | «Смол Гіт Альянс»         | 4—0                    | 4—0                    |

## Матч
| 3 квітня 1886 |

| Блекберн Роверз | 0:0      | Вест-Бромвіч Альбіон |
| --------------- | -------- | -------------------- |
|                 | Протокол |                      |

| Кеннінгтон Овал, Лондон Глядачів: 17 000 Арбітр: Майор Френсіс Мариндін |

|  |  |

|    |  |                  |  |
|    |  |                  |  |
| В  |  | Гербі Артур      |  |
| З  |  | Фергус Сутер     |  |
| З  |  | Річард Тернер    |  |
| ПЗ |  | Джозеф Гейєс     |  |
| ПЗ |  | Г'ю Макінтір (к) |  |
| ПЗ |  | Джиммі Форрест   |  |
| Н  |  | Гаррі Фекітт     |  |
| Н  |  | Джо Совербаттс   |  |
| Н  |  | Джиммі Браун     |  |
| Н  |  | Томас Страчан    |  |
| Н  |  | Джиммі Дуглас    |  |

|    |  |                  |  |
|    |  |                  |  |
| В  |  | Боб Робертс      |  |
| З  |  | Гаррі Грін       |  |
| З  |  | Гаррі Белл       |  |
| ПЗ |  | Джордж Тіммінс   |  |
| ПЗ |  | Чарлі Перрі      |  |
| ПЗ |  | Езра Гортон      |  |
| Н  |  | Джордж Белл      |  |
| Н  |  | Артур Лоач       |  |
| Н  |  | Джем Бейлісс (к) |  |
| Н  |  | Томмі Грін       |  |
| Н  |  | Джордж Вудгол    |  |

## Перегравання
| 10 квітня 1886 |

| Блекберн Роверз  | 2:0      | Вест-Бромвіч Альбіон |
| ---------------- | -------- | -------------------- |
| Браун Совербаттс | Протокол |                      |

| Рейскурс Граунд, Дербі Глядачів: 12 000 Арбітр: Майор Френсіс Мариндін |

|  |  |

|    |  |                  |  |
|    |  |                  |  |
| В  |  | Гербі Артур      |  |
| З  |  | Фергус Сутер     |  |
| З  |  | Річард Тернер    |  |
| ПЗ |  | Нет Волтон       |  |
| ПЗ |  | Г'ю Макінтір (к) |  |
| ПЗ |  | Джиммі Форрест   |  |
| Н  |  | Гаррі Фекітт     |  |
| Н  |  | Джо Совербаттс   |  |
| Н  |  | Джиммі Браун     |  |
| Н  |  | Томас Страчан    |  |
| Н  |  | Джиммі Дуглас    |  |

|    |  |                  |  |
|    |  |                  |  |
| В  |  | Боб Робертс      |  |
| З  |  | Гаррі Грін       |  |
| З  |  | Гаррі Белл       |  |
| ПЗ |  | Джордж Тіммінс   |  |
| ПЗ |  | Чарлі Перрі      |  |
| ПЗ |  | Езра Гортон      |  |
| Н  |  | Джордж Белл      |  |
| Н  |  | Артур Лоач       |  |
| Н  |  | Джем Бейлісс (к) |  |
| Н  |  | Томмі Грін       |  |
| Н  |  | Джордж Вудгол    |  |